# Cooktown
Cooktown è una piccola città situata alla foce del fiume Endeavour, sulla penisola di Capo York nell'estremo nord del Queensland dove James Cook fece arenare la sua nave, l'Endeavour, per riparazioni nel 1770. Nel 2011, Cooktown contava una popolazione di 2.339 abitanti. La città e il Mount Cook (431 metri o 1.415 piedi) che si erge alle spalle della città furono rinominati dopo James Cook.
È la città più a nord sulla costa orientale dell'Australia ed è stata fondata il 25 ottobre 1873 come porto di approvvigionamento per i giacimenti auriferi lungo il fiume Palmer. Fu chiamata 'Città di Cook' dal 1º giugno 1874.